# Sävsjö (Länghems socken, Västergötland)
Sävsjö är en sjö i Tranemo kommun i Västergötland och ingår i Ätrans huvudavrinningsområde. Sjön har en area på 0,264 kvadratkilometer och ligger 156,9 meter över havet.

## Delavrinningsområde
Sävsjö ingår i det delavrinningsområde (638608-134746) som SMHI kallar för Inloppet i Simmesjön. Medelhöjden är 172 meter över havet och ytan är 42,21 kvadratkilometer. Det finns inga avrinningsområden uppströms utan avrinningsområdet är högsta punkten. Lillån som avvattnar avrinningsområdet har biflödesordning 2, vilket innebär att vattnet flödar genom totalt 2 vattendrag innan det når havet efter 125 kilometer. Avrinningsområdet består  mestadels av skog (53 %) och jordbruk (24 %). Avrinningsområdet har 0,68 kvadratkilometer vattenytor vilket ger det en sjöprocent på 1,6 %. Bebyggelsen i området täcker en yta av 0,74 kvadratkilometer eller 2 % av avrinningsområdet.